# Ortigueira (Gerichtsbezirk)
Der Gerichtsbezirk Ortigueira ist einer der 14 Gerichtsbezirke in der Provinz A Coruña.
Der Bezirk umfasst 6 Gemeinden auf einer Fläche von 526,08 km² mit dem Hauptquartier in Ortigueira.

## Gemeinden
| Gemeinde                  | Einwohner (2024) | Fläche km² | Dichte Einw./km² | Cod INE | Postleitzahl |
| ------------------------- | ---------------- | ---------- | ---------------- | ------- | ------------ |
| Cariño                    | 3.691            | 47,20      | 78               | 15901   | 15360        |
| Cedeira                   | 6.548            | 85,42      | 77               | 15022   | 15350        |
| Cerdido                   | 1.004            | 52,72      | 19               | 15025   | 15530        |
| Mañón                     | 1.223            | 82,21      | 15               | 15044   | 15339        |
| Moeche                    | 1.200            | 48,50      | 25               | 15049   | 15563        |
| Ortigueira                | 5.418            | 210,03     | 26               | 15061   | 15330        |
| Gerichtsbezirk Ortigueira | 19.084           | 526,08     | 36               | –       | –            |